# Cảng thị Ba Vát
Cảng thị Ba Vát là một di chỉ khảo cổ được phát hiện vào năm 2003 ở ấp Phước Lý, Phước Mỹ Trung, huyện Mỏ Cày Bắc, tỉnh Bến Tre. Qua những tư liệu lịch sử và những di vật khảo cổ được tìm thấy tại đây, đặc biệt là các đồng tiền cổ có ghi "hiệu tiền" thuộc nhiều thời đại khác nhau, những hiện vật gốm với nhiều loại hình, dòng men và đồ án trang trí... xuất xứ từ Việt Nam và Trung Quốc đã cho thấy Ba Vát từng là một cảng thị phồn thịnh trong các thế kỷ XVII đến XIX.
Ba Vát hay Ba Việt xuất phát từ tiếng Khmer là Pears Watt nghĩa là chùa Phật.

## Các địa điểm khảo cổ gần sông Ba Vát
Trước khi địa điểm khảo cổ được xác định là cảng thị cổ được tìm thấy thì một số địa điểm gần sông Ba Vát đã được khai quật, các nhà khảo cổ đã tìm thấy nhiều hiện vật.
Địa điểm thứ nhất nằm tại vườn phía sau nhà ông Võ Văn Hòa, cách bờ đông của sông Ba Vát khoảng 61,6 m. Các nhà khảo cổ đã đào một hố khai quật có diện tích 30 m². Nhiều mảnh gốm men xanh trắng, trắng đục, men nâu được tìm thấy. Đa số hiện vật có niên đại kéo dài từ cuối thế kỷ XVIII đến đầu thế kỷ XX. Trong đó có 14 hiện vật gốm được tráng men có thể nhận diện được loại hình như bát, đĩa, bình vôi...chúng được trang trí các đề tài hoa lá cách điệu, đường sóng gấp khúc, song hỉ, rồng, hoa cúc, cây chuối,...có nguồn gốc Việt Nam. Ngoài ra còn có gốm sứ xuất xứ từ Trung Quốc như nhiều mảnh gốm và 86 chiếc chén, đĩa, bát, muỗng được tráng men xanh trắng vẽ lam và men đơn sắc, men trắng,...với các đồ án trang trí như: chữ Thọ, chữ Phúc tròn, song hỉ, rồng chầu mặt trăng, trúc lâm thất hiền, kỳ lân tứ quý phong cảnh sơn thủy, hình hoa cúc. Ngoài ra còn thu được nhiều mảnh sành tráng men màu nâu đen, đen và da lươn hoặc không tráng men và một số loại hiện vật khác như sắt, đá mài, thủy tinh, xương, răng, tiền đồng, gáo dừa, cọc gỗ, san hô ...
Địa điểm thứ hai là tại vườn phía trước nhà ông Nguyễn Văn Thôi. Các nhà khảo cố khai quật một hố khai quật có diện tích 10 m² cách hố thứ nhất về hướng đông bắc khoảng 43,3 m, cách bờ đông sông Ba Vát 70 m. Tại đây, đã tìm thấy nhiều đồ gốm men Việt Nam có niên đại thế kỷ XIX - XX gồm: muỗng, chén, đĩa và một số mảnh vỡ; và khá nhiều đồ gốm men Trung Quốc có niên đại cuối thế kỷ XVIII đến đầu thế kỷ XX. Ngoài ra còn các hiện vật khác như đá mài, cọc gỗ, tiền đồng...
Dựa vào kết quả khai quật này đoàn khảo cổ nhận định: "Việc phát hiện rất nhiều đồ gốm Trung Quốc chất lượng cao ở đây cho thấy cư dân thời đó đã sử dụng và buôn bán những mặt hàng có giá trị lớn... qua đó cho thấy cư dân Ba Vát trong giai đoạn cuối thế kỷ XVIII đầu thế kỷ XIX chủ yếu sinh sống ở phía gần sông. Bước sang cuối thế kỷ XIX đầu thế kỷ XX thì mới lan rộng ra các nơi xa sông hơn".

## Khu vực cảng thị cổ
Vào năm 2003, di chỉ được phát hiện bởi một nông dân địa phương tên Nguyễn Văn Tư, thường gọi là Tư Chay, trong lúc đào ao nuôi cá. Ông tìm thấy một hũ tiền kim loại nặng 69 kg.
Năm 2006, ông Tư Chay phát hiện thêm một hũ tiền khác nặng 40 kg. Hai hũ tiền mà ông đã tìm thấy có nhiều loại tiền thuộc các triều đại khác nhau, từ tiền Khai Nguyên thông bảo (nhà Đường), Càn Long thông bảo (nhà Thanh) của Trung quốc, đến các loại tiền Thiên Thánh nguyên bảo (nhà Lý), Thiệu Phong bình bảo (nhà Trần), Thánh Nguyên thông bảo (nhà Hồ), Chiêu Thống thông bảo và Thái Hòa thông bảo (nhà Lê), An Phát thông bảo (nhà Mạc), Quang Trung thông bảo và Cảnh Thịnh thông bảo (nhà Tây Sơn), Gia Long thông bảo (nhà Nguyễn)...của Việt Nam. Và một số lượng lớn chỉ biết "hiệu tiền" nhưng chưa xác định được niên đại như: Trị Bình thiên bảo, Trị Bình nguyên bảo; Tư Bình thánh bảo; Minh Nguyên thông bảo; Nguyên Phong thông bảo; Hồng Hóa thông bảo; Tương Phù thông bảo; Chí Nguyên thông bảo...
Năm 2007, trong lúc người dân địa phương đào móng nhà tại khu chợ nằm kề với bờ nam sông Ba Vát, vị trí cách khu vực khai quật năm 2004 khoảng 300 m về phía tây, họ đã tình cờ phát hiện một thùng gỗ bị mục nát nằm sâu dưới lòng đất hơn 1 m, bên trong có đựng nhiều đồ gốm. Theo nghiên cứu đây là đồ gốm dân gian Trung Quốc được bán sang Đàng Trong. Những đồ gốm này trùng hợp với những mảnh gốm đã được phát hiện trong các hố thám sát và khai quật tại các địa điểm Ba Vát trước đây. Bên cạnh những đồ gốm dưới đáy có đề niên hiệu triều đại còn tìm được khá nhiều mảnh gốm ghi tên lò sản xuất còn đọc được như: Vĩnh Lợi, Ngoạn Ngọc, Hợp Ngọc, Hợp Thuận. Khá nhiều mảnh gốm khác bị vỡ chỉ còn đọc được một chữ như Nội, Kim, Thuận, Thiên, Sang, Cận, Cổ, Triều, Xuân, Đức.

### Sách
- Đoàn Tứ, Nguyễn Phương Thảo (2001). Địa chí Bến Tre. Nhà xuất bản Khoa học xã hội.
- Viện Khảo cổ học (2008). Những phát hiện mới về khảo cổ học năm 2006. Viện Khảo cổ học, Ủy ban Khoa học Xã hội Việt Nam.

### Tạp chí
- Viện Khảo cổ học (2007). "Khảo cổ học, Số phát hành 1-3". Viện Khảo cổ học, Ủy ban Khoa học Xã hội Việt Nam. {{Chú thích tạp chí}}: Chú thích magazine cần |magazine= (trợ giúp)